# کوه سوکلینگ
کوه سوکلینگ (به لاتین: Mount Suckling) یک کوه در پاپوآ گینه نو است که در استان اورو واقع شده‌است. کوه سوکلینگ ۳٬۶۷۶ متر بالاتر از سطح دریا واقع شده‌است.